# Сигман, Джордж
Джордж Сигман (англ. George Siegmann; 8 февраля 1882, Нью-Йорк — 22 июня 1928, Голливуд, штат Калифорния) — американский актёр немого кино.
Снялся более чем в ста фильмах. Наиболее заметными его ролями стали: Сайлас Линч в «Рождении нации» Д. Гриффита (1915), Портос в «Трёх мушкетерах» (1921), Билл Сайкс в «Оливере Твисте» (1922); последними ролями стал охранник в фильме «Кот и канарейка», и доктор Харканон в «Человеке, который смеётся» (закончен в 1927, выпущенный в 1928 году).
В июне 1915 года Сигман был тяжело ранен в результате аварии автомобиля под управлением актёра и режиссёра Тода Браунинга, который тоже сильно пострадал. Ещё один пассажир, киноактёр Элмер Бут, погиб. У Сигмана было сломано четыре ребра, глубокая рваная рана бедра, и повреждения внутренних органов.
В 1927 году женился на Мод Дарби. Примерно год спустя, в 1928 году, после продолжительной болезни, умер от злокачественной анемии.

## Избранная фильмография
- 1909 — Гессенские изменники / The Hessian Renegades
- 1910 — Вспышка света
- 1914 — Зеленоглазый дьявол
- 1914 — / Brute Force
- 1914 — / The Lover’s Gift
- 1914 — Ангел раздора
- 1915 — Совесть-мститель
- 1916 — Рождение нации
- 1916 — Нетерпимость
- 1918 — Великая любовь / The Great Love
- 1919 — / The Hawk’s Trail
- 1921 — Большой удар / The Big Punch
- 1921 — Царица Савская
- 1921 — Дороги отчаяния / Desperate Trails
- 1921 — Три мушкетёра / The Three Musketeers — Партос
- 1922 — Оливер Твист / Oliver Twist — Билл Сайкс
- 1923 — Враги детей
- 1924 — / Manhattan
- 1924 — Святой дьявол / A Sainted Devil
- 1925 — Дочь привратника / The Caretaker’s Daughter
- 1925 — Никогда не сойтись
- 1925 — Красное кимоно
- 1926 — / My Old Dutch
- 1926 — / Poker Faces
- 1926 — / The Old Soak
- 1927 — / Hotel Imperial
- 1927 — Красная мельница / The Red Mill — Уильям
- 1927 — Кот и канарейка / The Cat and the Canary
- 1927 — Хижина дяди Тома
- 1928 — Человек, который смеётся